# Let’s Fly
Let’s Fly – debiutancki minialbum południowokoreańskiej grupy B1A4, wydany 21 kwietnia 2011 roku przez wytwórnię WM Entertainment. Płytę promowały single „O.K” i „Only Learned Bad Things”. Sprzedał się w nakładzie 44 090 egzemplarzy w Korei Południowej (stan na sierpień 2013 r.). Baro napisał wszystkie teksty do rapu.

## Lista utworów
| Nr | Tytuł                                                                       | Słowa          | Muzyka                                   | Czas |
| -- | --------------------------------------------------------------------------- | -------------- | ---------------------------------------- | ---- |
| 1. | "O.K"                                                                       | Geul Gong-jang | Seo Young-bae                            | 4:13 |
| 2. | "Remember"                                                                  | Park Gan-gil   | Park Gan-gil                             | 3:16 |
| 3. | "Only Learned Bad Things" (kor. 못된 것만 배워서 Motdwoen Geotman Baewoseo) | Wheesung       | Lim Sang-hyuk, Jeon Da-woon, Lee Sang-ho | 3:43 |
| 4. | "Bling Girl"                                                                | Jinyoung       | Jinyoung                                 | 3:37 |
| 5. | "Only One"                                                                  | Hwang Sung-jin | Lee Ju-hyung, Lee Sang-ho                | 3:37 |
| 6. | "O.K" (Instrumental)                                                        |                | Seo Young-bae                            | 3:33 |

## Notowania
| Lista                   | Pozycja |
| ----------------------- | ------- |
| Gaon Weekly Album Chart | 6       |